# La Barre-de-Monts
La Barre-de-Monts is een gemeente in het Franse departement Vendée (regio Pays de la Loire) en telt 1810 inwoners (1999). De plaats maakt deel uit van het arrondissement Les Sables-d'Olonne.

## Geografie
De oppervlakte van La Barre-de-Monts bedraagt 27,9 km², de bevolkingsdichtheid is 64,9 inwoners per km². Het Île de Monts was moerassig gebied langs de kust.
De onderstaande kaart toont de ligging van La Barre-de-Monts met de belangrijkste infrastructuur en aangrenzende gemeenten.

## Demografie
Onderstaande figuur toont het verloop van het inwonertal (bron: INSEE-tellingen).